# Katsutoshi Dōmori
Katsutoshi Dōmori (jap. 堂森 勝利, Dōmori Katsutoshi; * 29. Juni 1976 in der Präfektur Osaka) ist ein ehemaliger japanischer Fußballspieler.

## Karriere
Dōmori erlernte das Fußballspielen in der Jugendmannschaft von Cerezo Osaka. Seinen ersten Vertrag unterschrieb er 1995 bei Cerezo Osaka. Der Verein spielte in der höchsten Liga des Landes, der J1 League. Für den Verein absolvierte er 30 Erstligaspiele. 2000 wechselte er zum Zweitligisten Albirex Niigata. Für den Verein absolvierte er 24 Spiele. 2001 wechselte er zum Drittligisten Jatco FC. 2004 wechselte er zum Ligakonkurrenten Sagawa Express Osaka. Ende 2005 beendete er seine Karriere als Fußballspieler.